# 馬自達Tribute
馬自達Tribute是一款由日本馬自達汽車開發製造的小型運動型多用途車，除了日本當地不發售外，在臺灣、美國及其他亞太地區都可見到其蹤跡。不過因福特汽車出售所持馬自達的股份，兩公司合作關係降低，自2010年初開始，臺灣與亞太地區停止生產，改以馬自達自行研製的CX-7替代，僅剩美國地區繼續販售；2012年CX-5問世，Tribute也在該地停止銷售。
此車的雙生車款為福特Escape與水星Mariner，三者之間最大的差異是為了符合馬自達的運動化品牌個性，Tribute的外觀以及內裝走日系精緻路線。
關於車名「Tribute」，英語的意義為貢獻、禮物，表示馬自達期望為所有車主奉獻自己的創造性與技術力，幫助車主實現積極的生活態度。

## 歷史

### 第一代（2000年-2006年）
2000年 - 馬自達於美國洛杉磯汽車展上首度公開Tribute，原廠車型代號J14，這是一款與合作關係密切的福特共同開發的小型SUV，雙生車款是福特Escape與水星Mariner。此款車在北美洲市場是用來填補1994年停產的馬自達Navajo空缺，同時也在亞太市場販售。這款車在日本是用來接替以鈴木Escudo為本、OEM代工的馬自達Proceed Levante。
上市初期的動力選擇有兩種：第一種為2.0L直列四缸YF型，最大馬力129ps、最大扭力183N·m；其次為3.0L V型六缸AJ型，最大馬力203ps、最大扭力265N·m。2.0L引擎以正時皮帶驅動凸輪軸，3.0L引擎則是免保養的正時鏈條。
雖然馬自達Tribute與福特Escape為兄弟車，但在亞太地區做出了產品區隔，以下以臺灣3.0L版車型為例作比較：
| 比較項目     | 馬自達Tribute                                             | 福特Escape                                                                          |
| ------------ | --------------------------------------------------------- | ----------------------------------------------------------------------------------- |
| 售價         | 比較高                                                    | 比較低                                                                              |
| 外觀         | 造型粗獷，前保險桿加裝凸出羊角，大型車輪拱                | 外觀圓潤，造型線條比較內斂                                                          |
| 內裝         | 儀錶板底色為黑色，咖啡色木紋飾板由儀錶板至中控台連成一體  | 儀表板底色為白色，咖啡色木紋飾板僅中控台而已                                        |
| 音響配備     | 6+1喇叭：2支高音、4支中音、1支重低音                      | 4支中音喇叭，方向盤附音響與手機控制鍵，可聲控撥號，中控台附電子羅盤與車外溫度顯示器 |
| 四輪傳動系統 | RBC（Rotary Blade Control） / 4WD Lock-On智慧四輪傳動系統 | 主控四輪驅動系統（Control Trac II 4WD）                                             |

2005年 - 12月進行小改款：淘汰2.0L YF型引擎，改以2.3L直列四缸L3-VE型引擎取代，最大馬力153ps、最大扭力206N·m。北美洲市場車型的排檔桿從方向機柱移動到車室中央地板，但亞太地區車款的排檔桿仍維持在方向機柱旁的位置。在日本由於銷售成績一直毫無起色，自本年12月起終止生產銷售。直到2006年12月19日發表CX-7開始，馬自達才重新在該市場銷售SUV車種。
美國公路安全保險協會（（英文）Insurance Institute for Highway Safety）針對2001年-2004年Tribute作撞擊測試，其中正面衝擊測試獲得「及格邊緣」，而側面衝擊測試則獲得「優良」。
2012年 - 7月中旬臺灣品爵汽車和福特六和分別針對旗下1,241輛Tribute及1,808輛Escape召回檢修，這批車皆在1999年至2002年間所生產。因為模組接頭密封不全，導致煞車油可能滲入，造成電氣短路而使ABS防鎖死煞車系统故障，故ABS警示燈會亮起。某些案例更出現滲漏的煞車油造成模組過熱，而引發燒焦臭味、冒煙，甚至有著火的可能，對行車安全構成威脅。
同樣在7月由於油門卡滯無法控制車速的問題，美國馬自達公司宣布召回21萬7千5百萬輛Tribute，同樣地美國福特汽車也宣布召回境內42.3萬輛、境外6萬輛的雙生車款Escape。這些有問題的車輛乃1999年10月至2001年8月間生產，部分車型為2001年式的巡航定速系統，因引擎上飾蓋與定速鋼索沒有足夠的空隙，導致後者可能卡滯，使得油門踏板卡住或幾乎完全無作用。由於油門踏板毫無作用，駕駛者無法阻止減緩車速而產生風險。同年10月27日，臺灣品爵汽車也宣布此項消息，但僅限進口的Tribute車款，國產化車款則沒有此一問題。

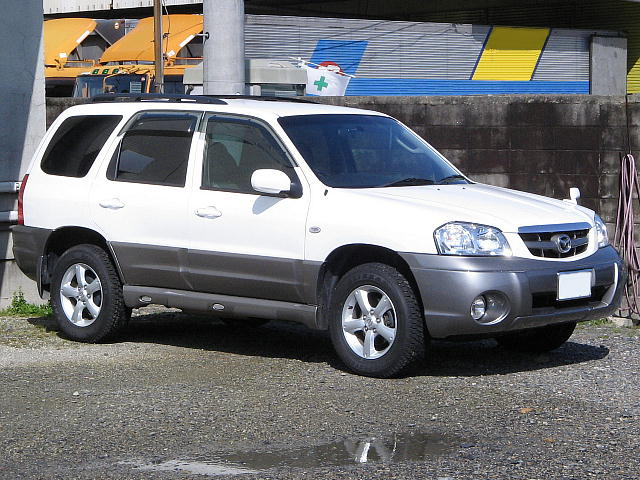
第一代馬自達Tribute車頭（後期型）
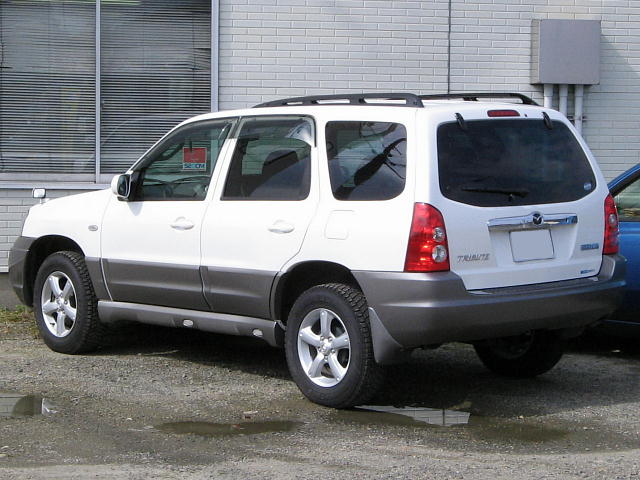
第一代馬自達Tribute車尾（後期型）
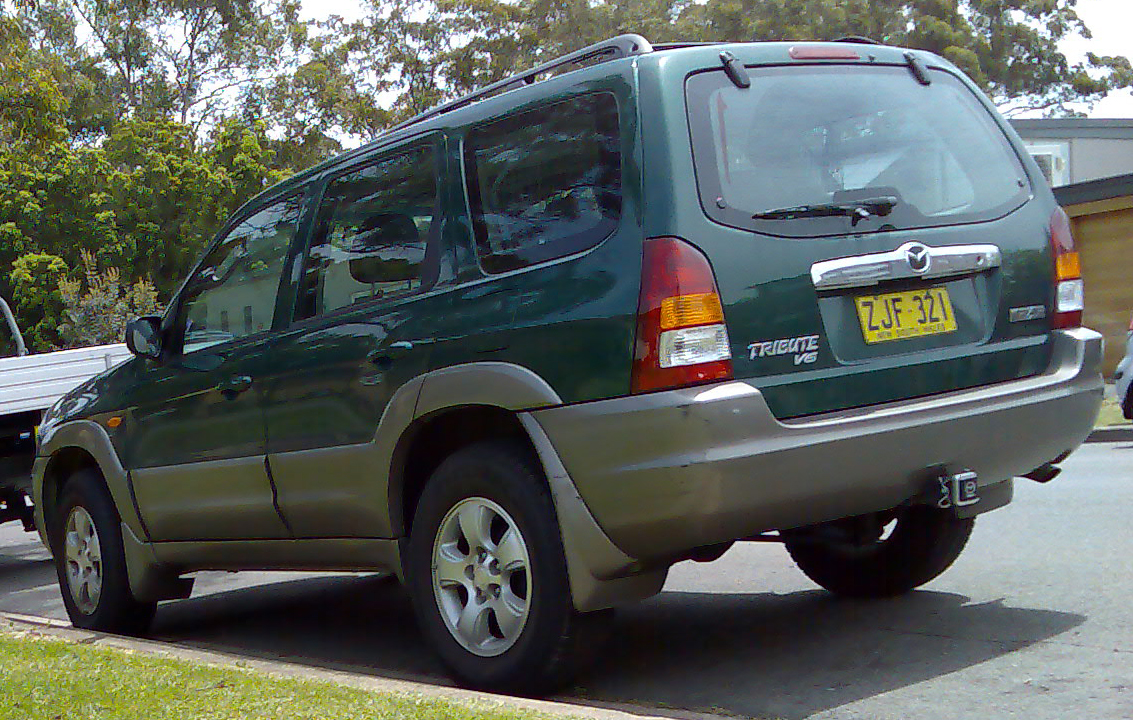
澳規馬自達Tribute（前期型）
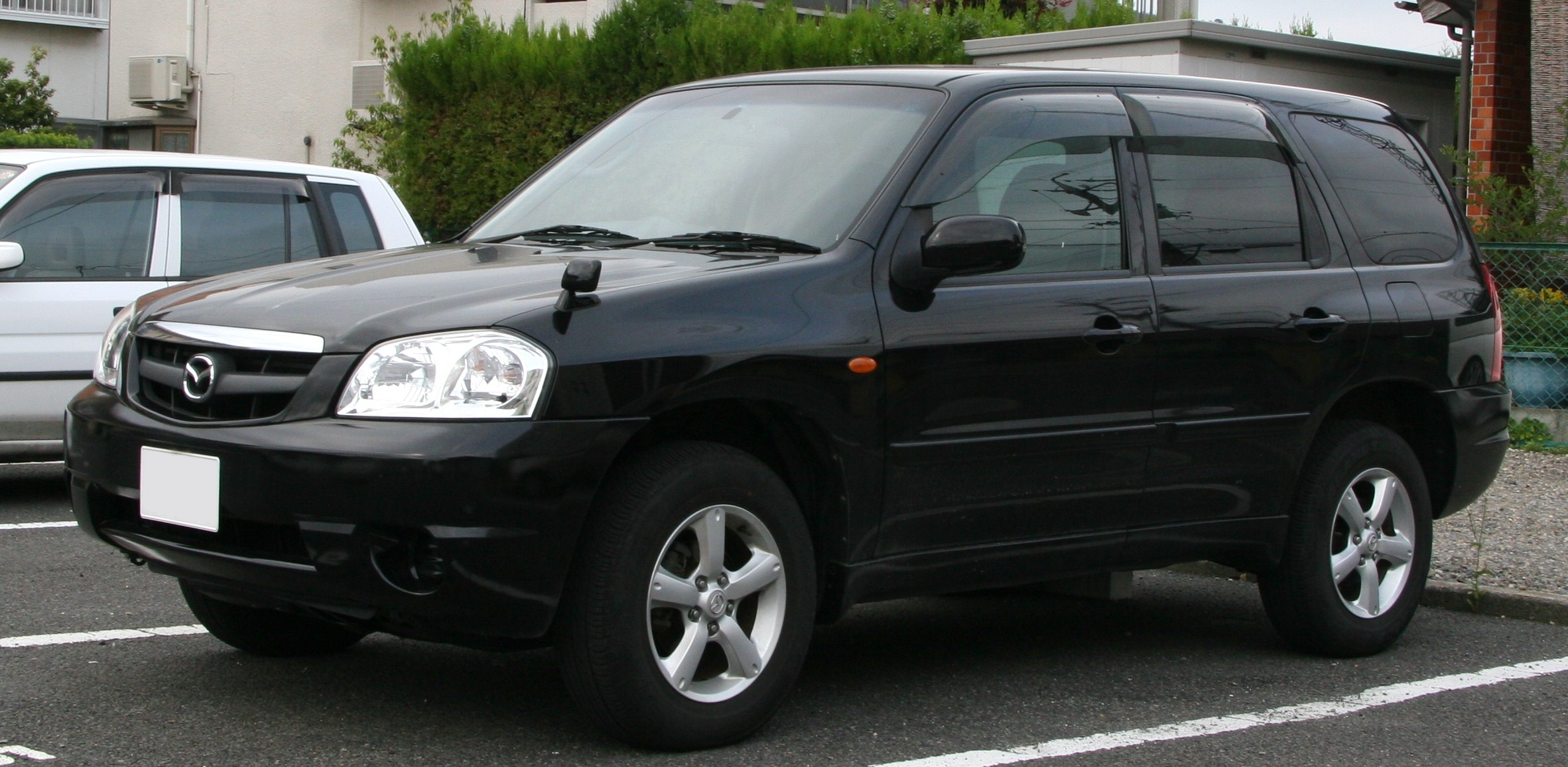
第一代馬自達Tribute車頭（後期型）
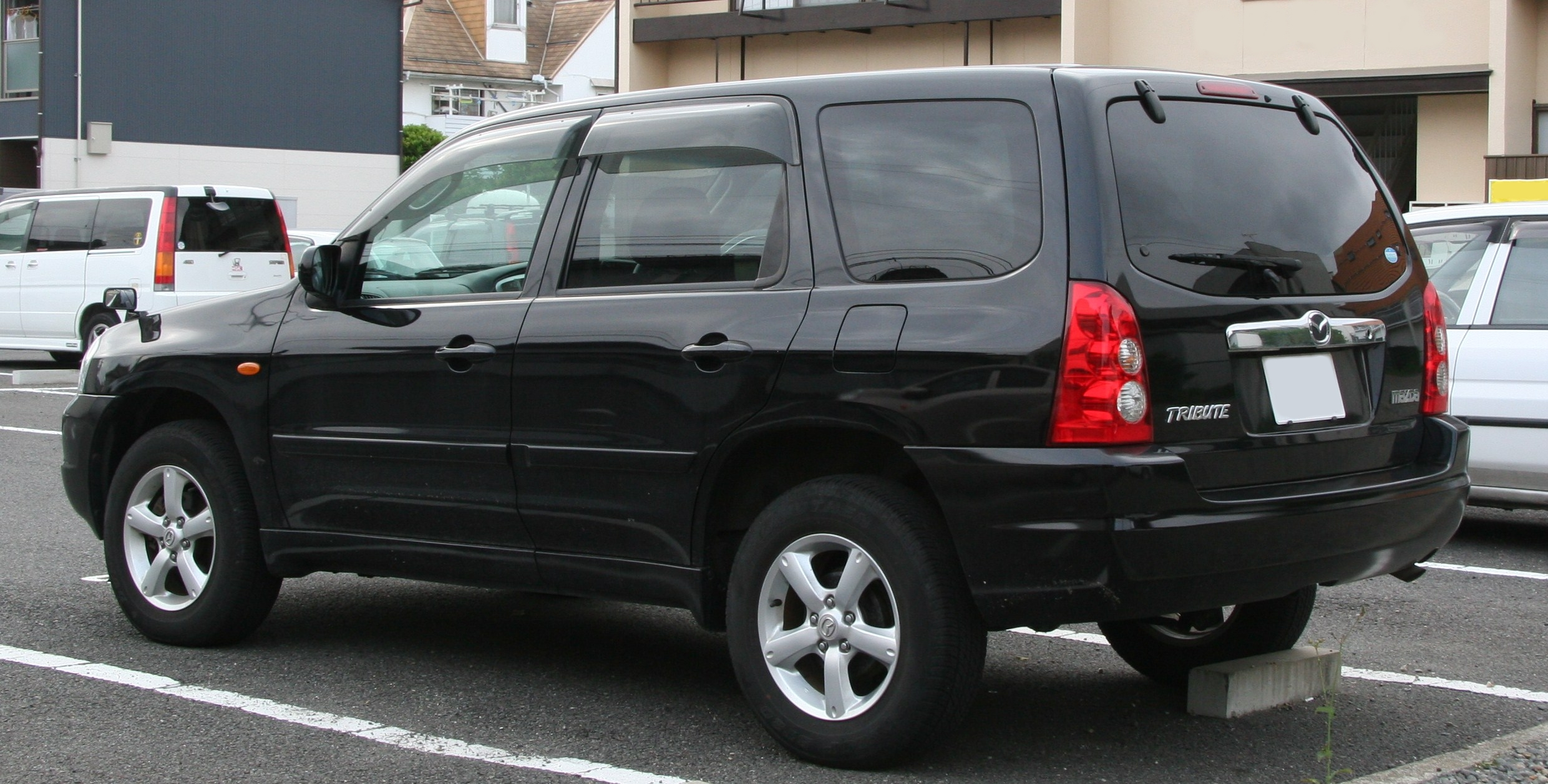
第一代馬自達Tribute車尾（後期型）
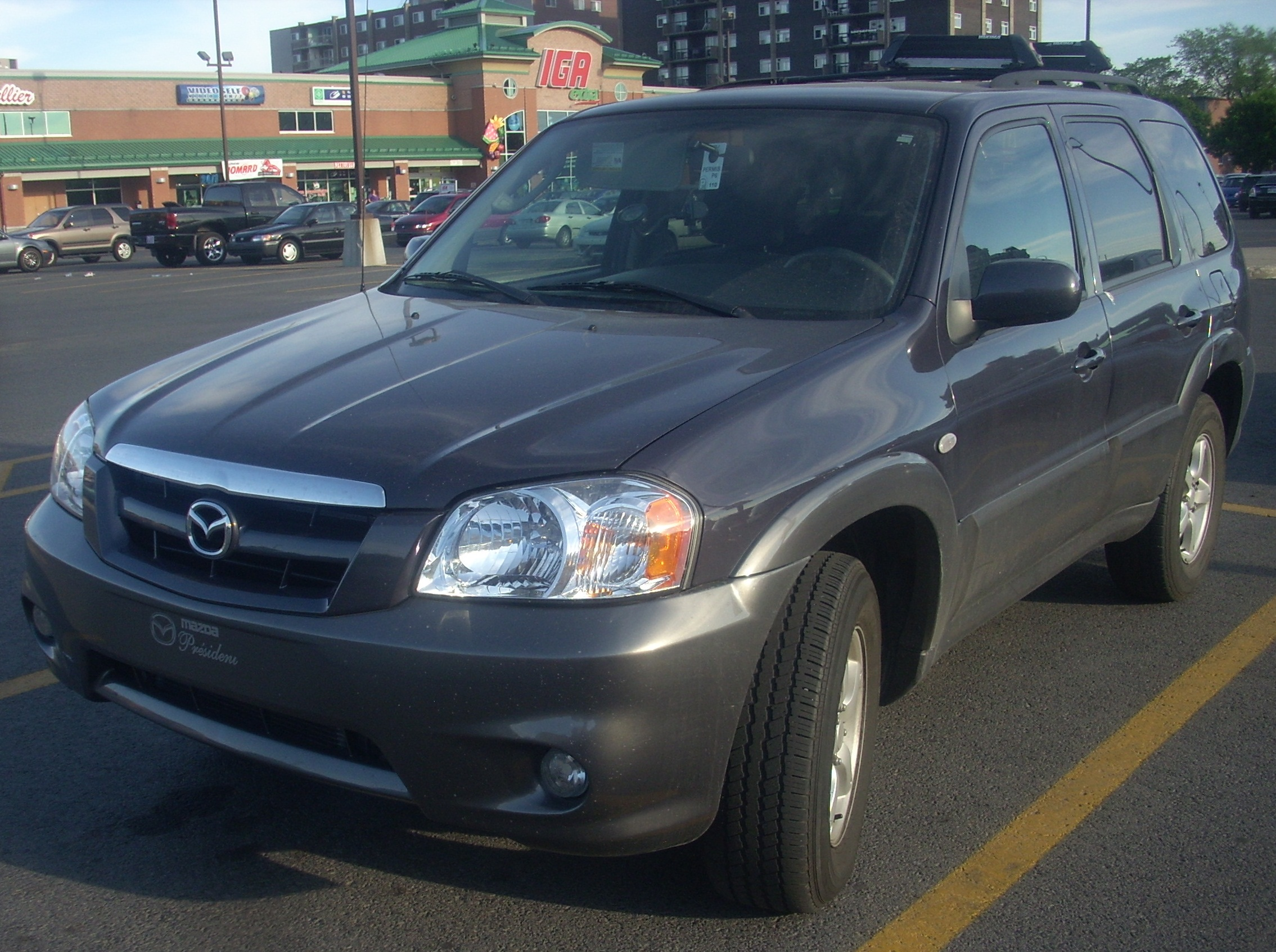
馬自達Tribute車頭（加拿大）

### 第二代（2006年-2011年）

#### 亞太地區（2006年-2010年）
2006年 - 12月馬自達在澳洲墨爾本車展上公開第二代Tribute，前保險桿與大燈造型修改得更粗悍，雙邊後視鏡增加側方向燈。排檔桿從方向機柱旁移往車室地板（但美規版早在2005年就已經變動），後輪制動系統由鼓煞改成碟煞。動力來源方面仍沿用上一代的2.3L L3-VE型與3.0L AJ型兩種引擎，不過3.0L AJ型經重新調校後降低超過10%的油耗，且兩具引擎都通過第三期歐盟廢氣排放標準（（英文）European Emission Standards III）的認證。自此代車款起，所有Tribute與福特Escape都轉移至位於臺灣中壢的福特六和公司生產，專門供應給亞太地區市場。
2010年 - 隨著CX-7的新上市，Tribute在亞太地區市場功成身退，不再生產銷售。

#### 北美地區（2008年-2011年）
2008年 - 北美洲市場的Tribute進行大改款，依然沿用上一代使用的福特CD2平台，也保留了2.3L L3-VE型及3.0L AJ型引擎動力。整部車的外型修改得更豪邁，水箱護罩採馬自達車系家族特徵的五角盾形，內裝用料也更高級。先前雙生車福特Escape與水星Mariner皆已推出Hybrid油電混合車型，Tribute則遲至2008年才推出。
2010年 - 進行小改款，原有之2.3L L3-VE型引擎改用2.5L DOHC直列四缸L5-VE型引擎，最大馬力171hp / 6,000rpm，最大扭力峰值為171 lb-ft / 4,500rpm；而3.0L V型六缸引擎也經過重新調校，最大馬力240hp / 6,550rpm，最大扭力峰值為223 lb-ft / 4,300rpm。另外變速箱方面除了五速手排外，尚有六速手自排系統可供選擇。此外為了因應許多車主的抱怨，原廠特別在前後輪懸吊系統各增加防傾桿，以增加操控性能。
美國公路安全保險協會（（英文）Insurance Institute for Highway Safety）針對2009年-2010年Tribute作撞擊測試，其中正面與側面衝擊測試皆獲得「優良」的評價。
2012年 - 2月15日馬自達北美公司公布2013年式CX-5的售價與詳細規格，但未宣布上市日期。在此段空白期間，緊湊型跨界休旅車的產品仍以Tribute填補。但隨後CX-5正式在美國推出後，Tribute宣告走入歷史。

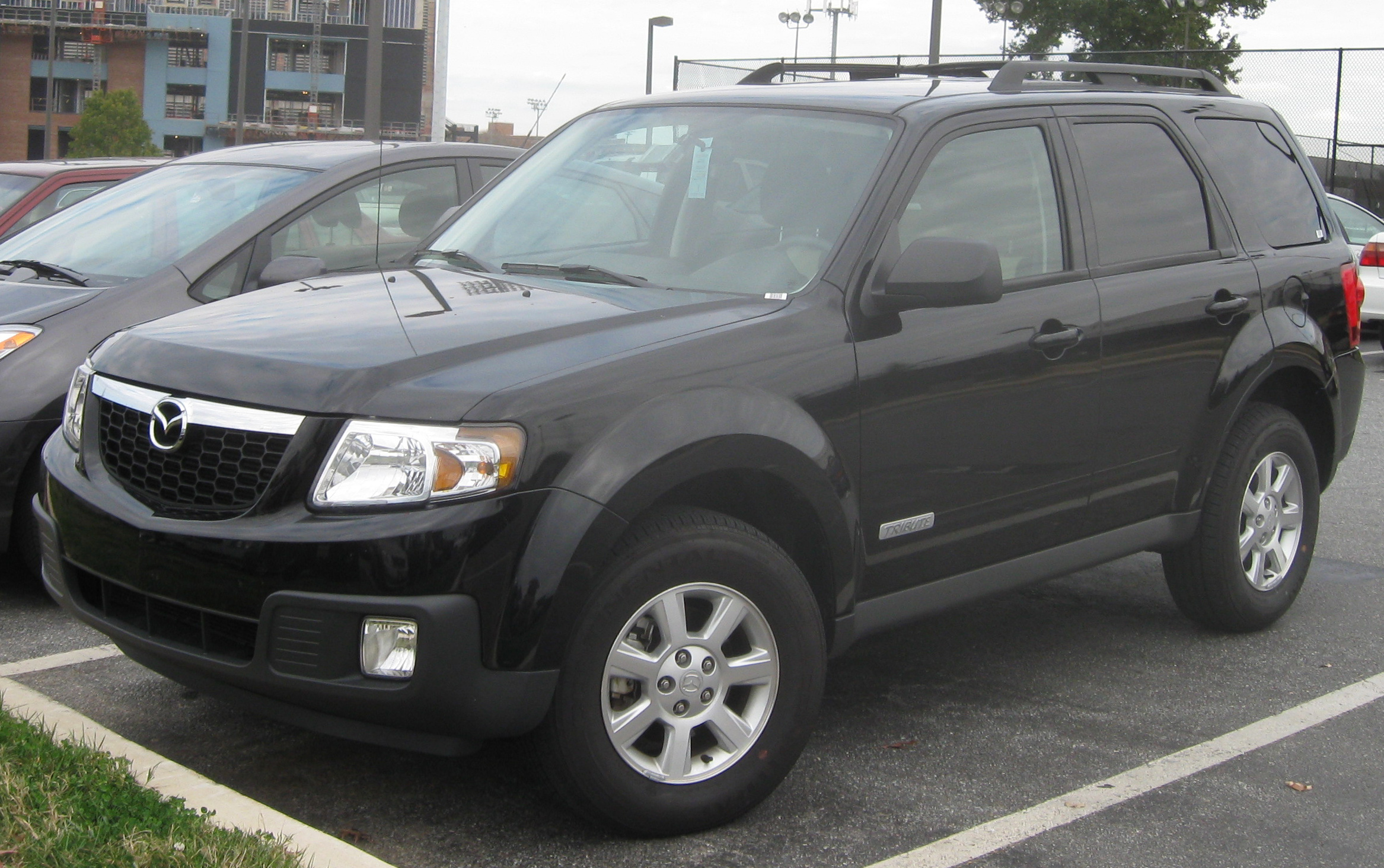
第二代馬自達Tribute車頭（美國）
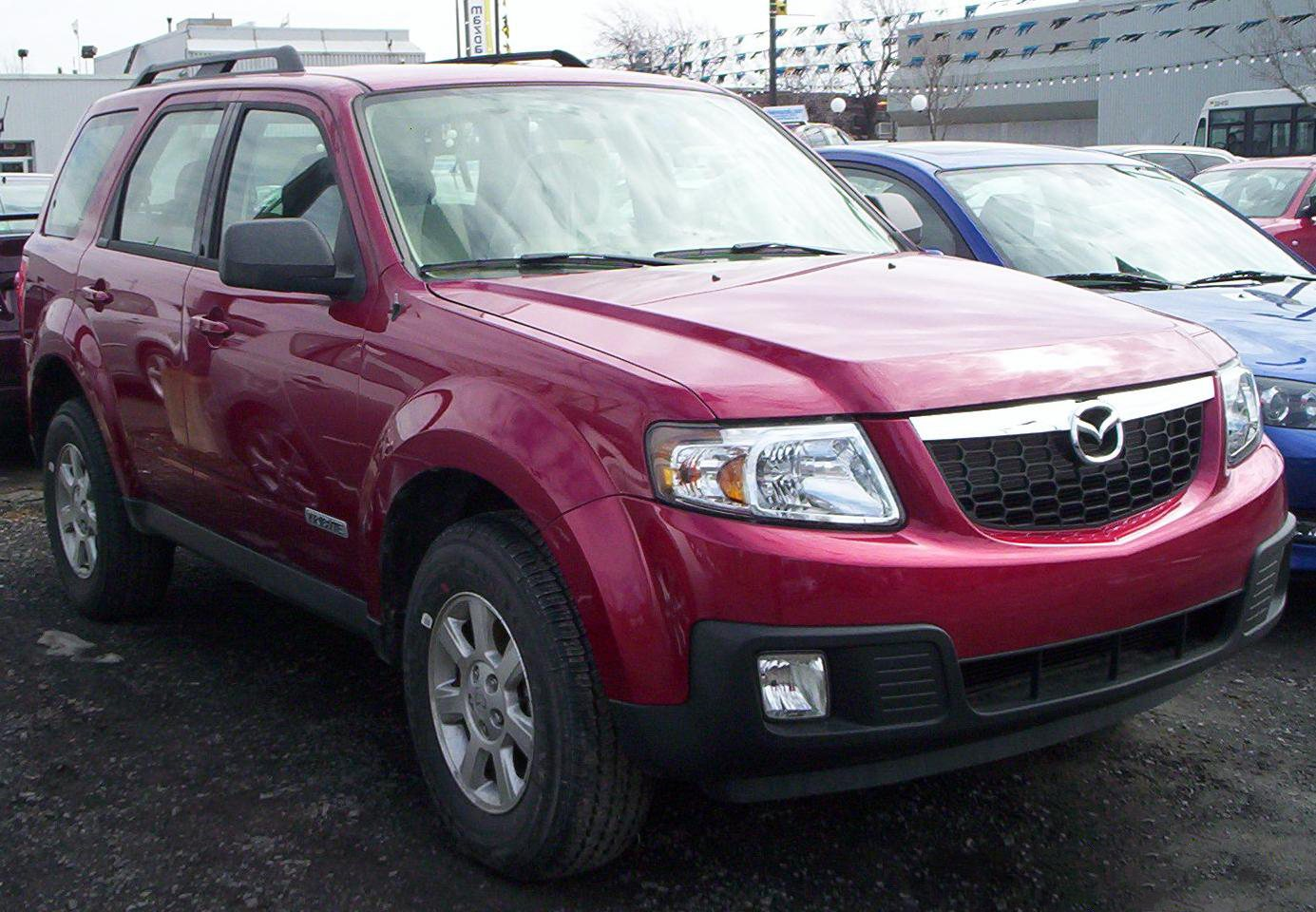
第二代馬自達Tribute車頭（加拿大）註：照片日期有誤
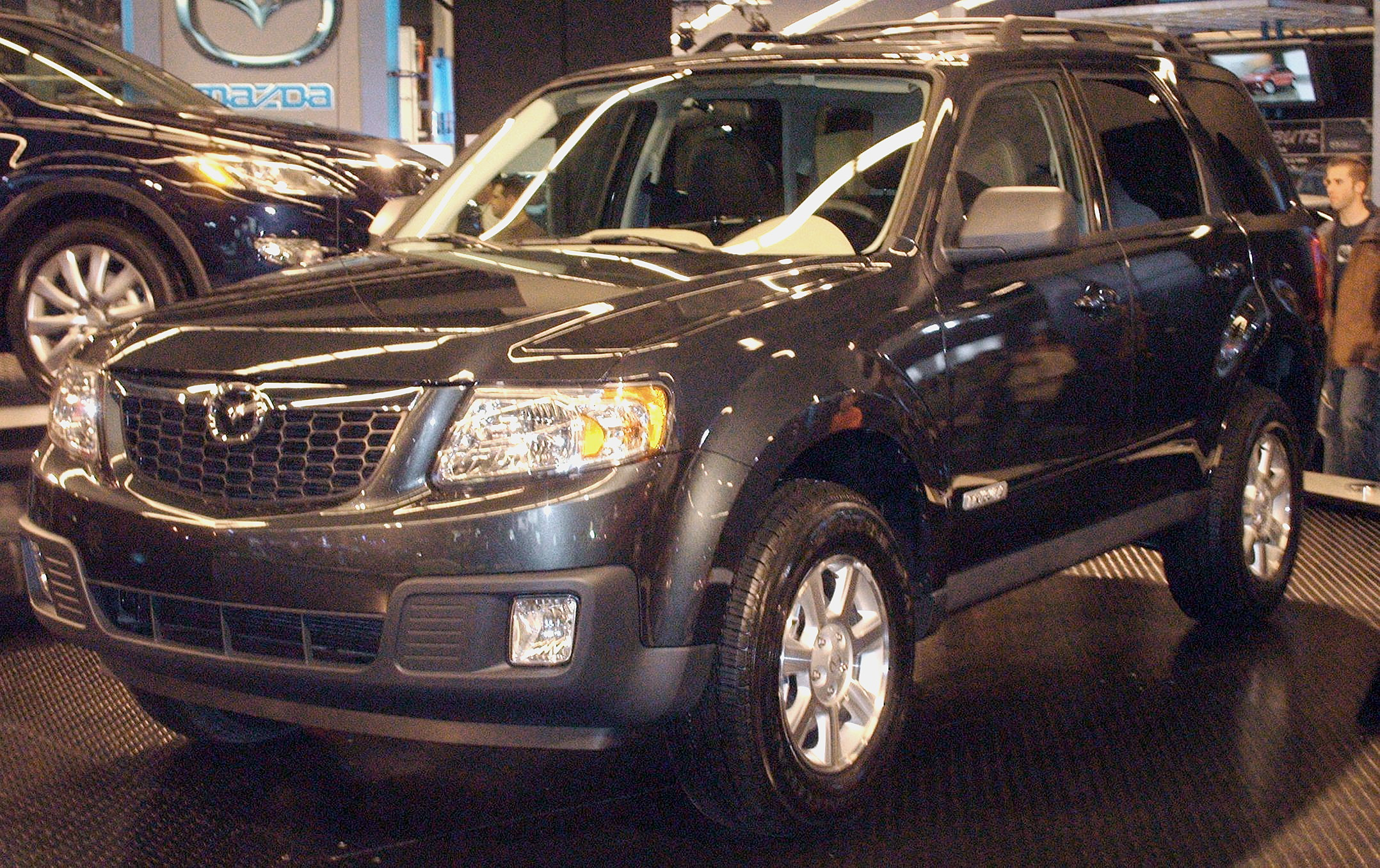
加拿大蒙特婁車展上的第二代馬自達Tribute
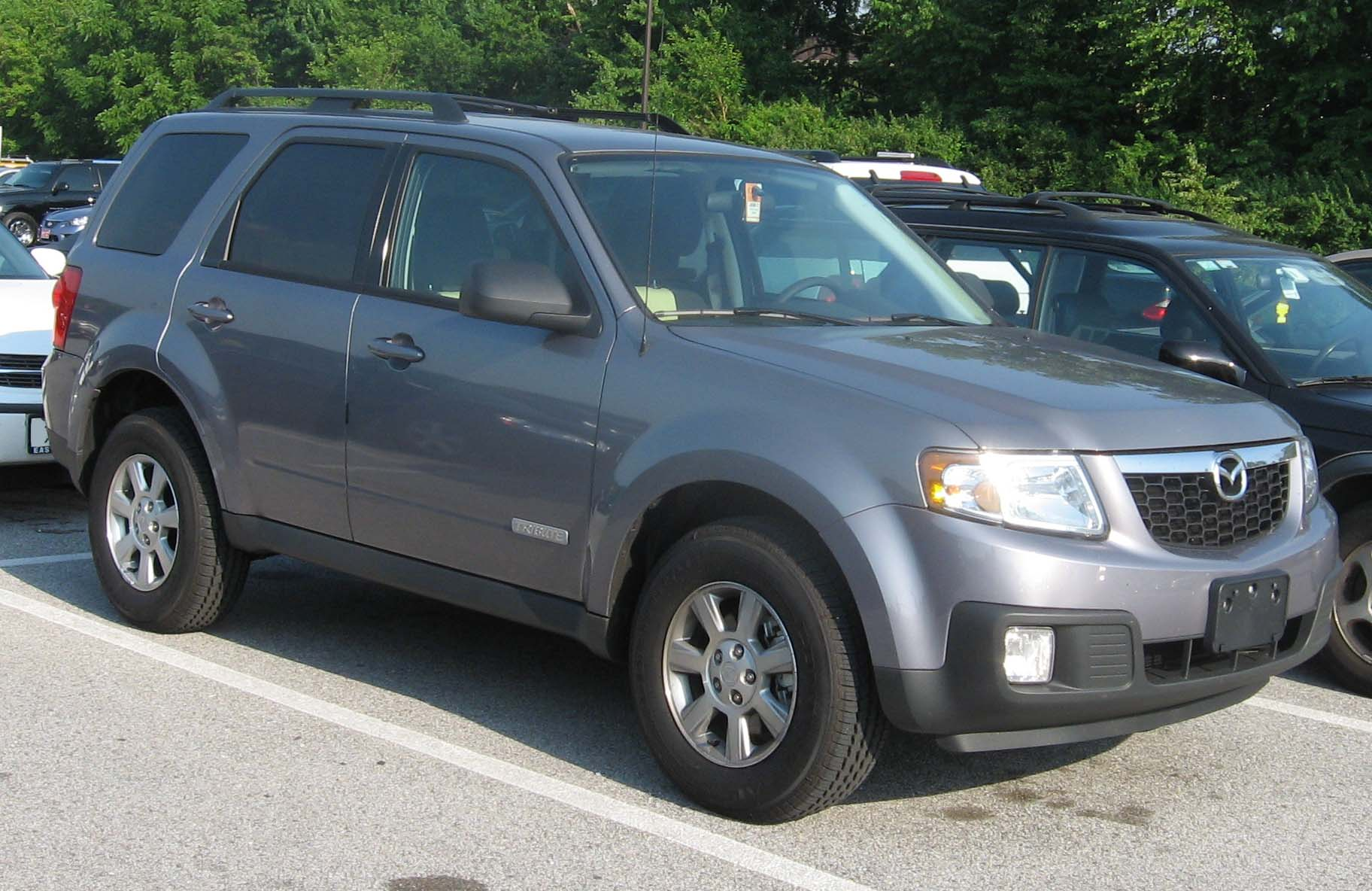
第二代馬自達Tribute車頭（美國）

## 外部連結
- （英文）美國官方網站 （页面存档备份，存于）